# Corminboeuf
Corminboeuf (antiguamente en alemán Sankt Jörg) es una comuna suiza del cantón de Friburgo, situada en el distrito de Sarine. Limita al norte con la comuna de Belfaux, al este con Givisiez y Villars-sur-Glâne, al sur con Matran, al suroeste con Avry, y al oeste con Chésopelloz.

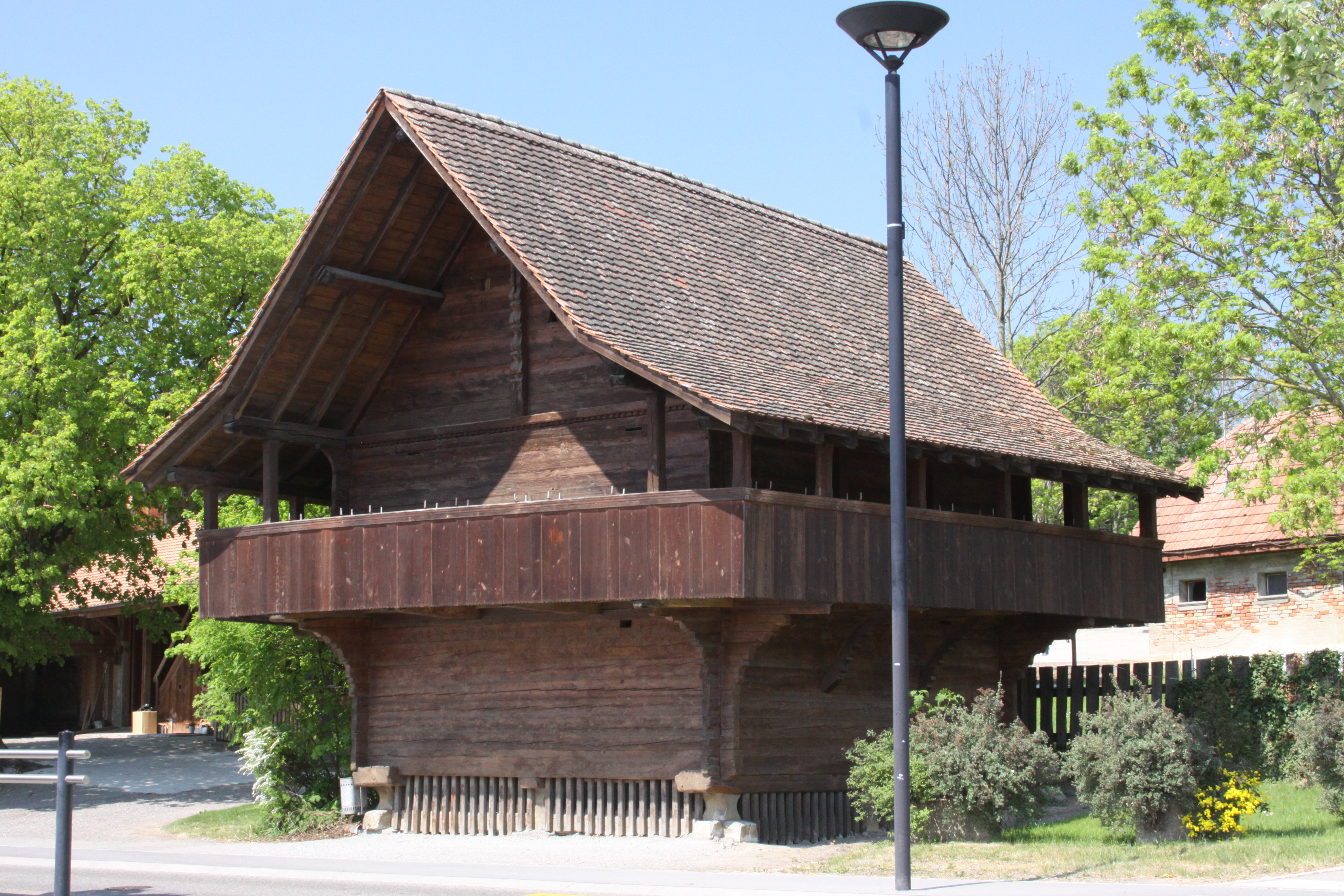
Granero en Corminboeuf.

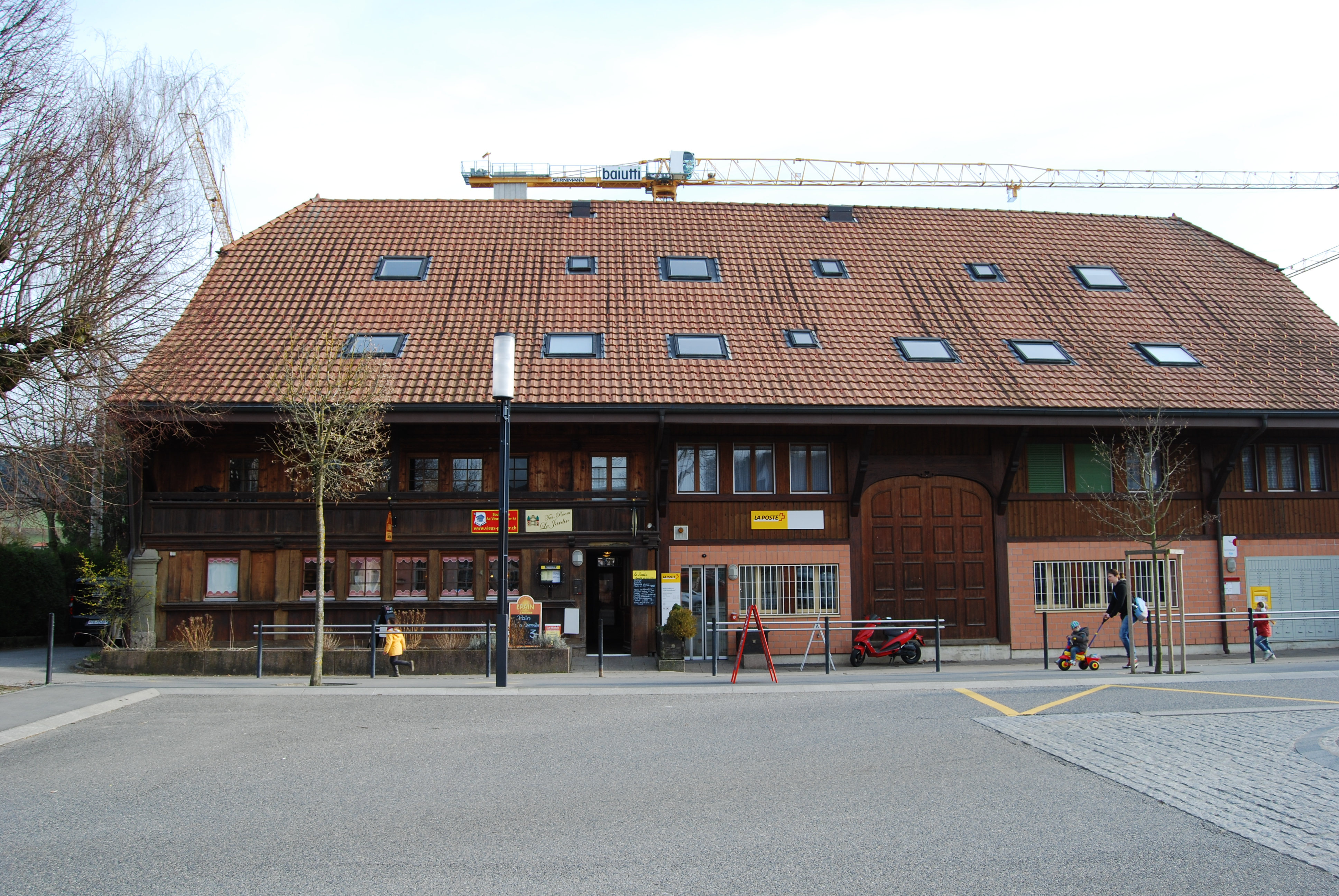
Corminboeuf